# William Fichtner

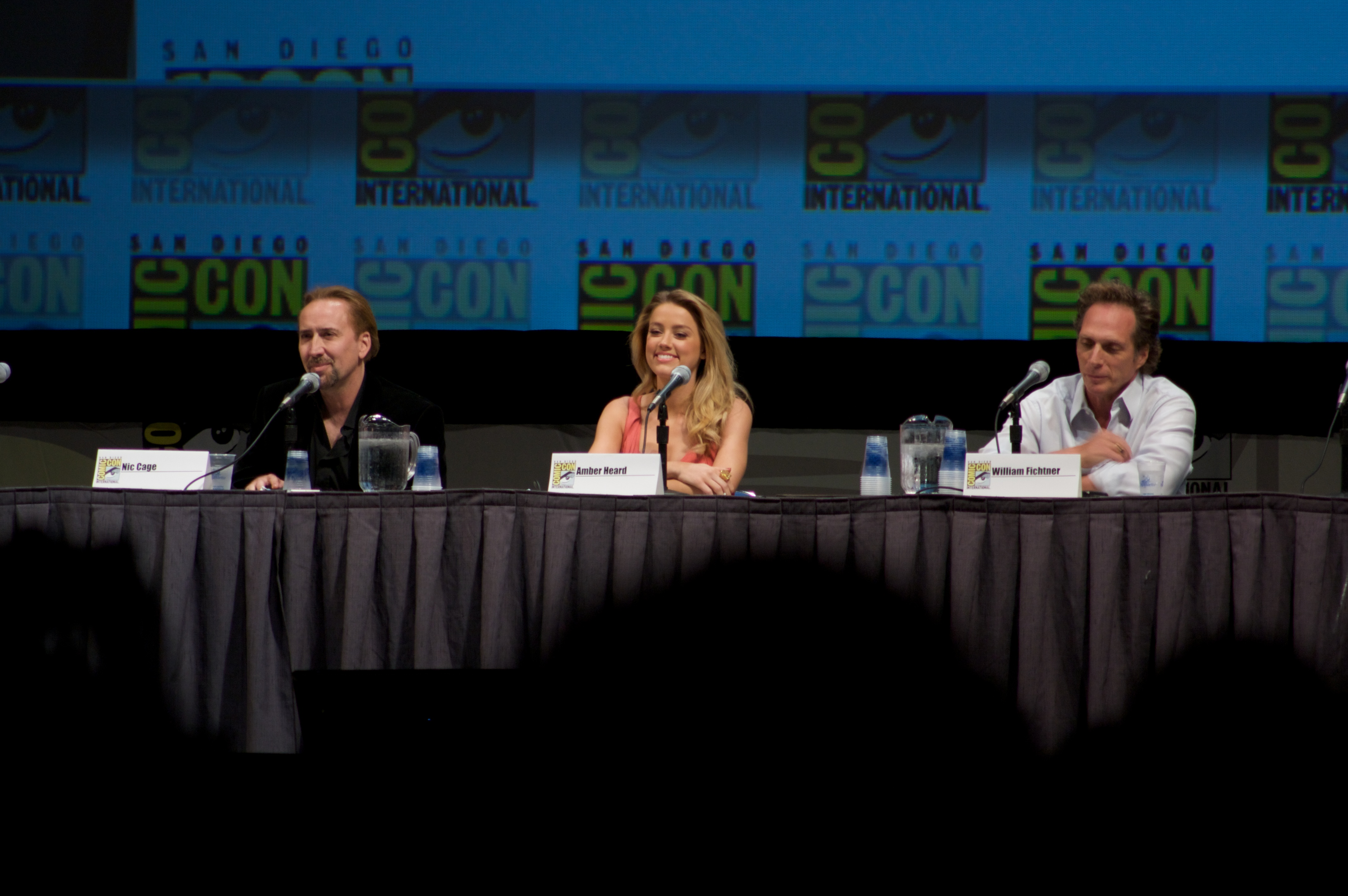
William Fichtner (höger), tillsammans med Nicolas Cage och Amber Heard på Comic-Con 2010

William Fichtner, född 27 november 1956 på Long Island i New York, är en amerikansk skådespelare. 

## Som skådesplare
Fichtner påbörjade sin karriär i TV-serien As the World Turns, där han medverkade 1987–1993. Han har medverkat i Malcolm X (1992), Quiz Show (1994), och Strange Days (1995). Efter att ha medverkat i Kontakt (1997) som "Kent" blev han känd för den stora publiken. Han medverkade i TV-serien Invasion (2005–2006). Han medverkade även i den prisbelönta serien Prison Break som FBI-agent Alexander Mahone och i filmen Passion of Mind, med Stellan Skarsgård och Demi Moore.
Han gjorde rösten till Ken Rosenberg i spelet Grand Theft Auto: Vice City (2002) och Grand Theft Auto: San Andreas (2004). Han medverkade också i spelet Call of Duty: Modern Warfare 3 som Sandman som har gruppen Delta force.
Han spelade skurken i filmen The Lone Ranger. Han återvände som skurk i Teenage Mutant Ninja Turtles (2014) där han spelar rollen som Eric Sacks.

## Filmografi (urval)

### Filmer
| År   | Titel                                      | Roll                           | Noter |
| ---- | ------------------------------------------ | ------------------------------ | --- |
| 1994 | Quiz Show                                  | Scenansvarig                   | |
| 1995 | Virtuosity                                 | Wallace                        | |
| 1995 | Reckless                                   | Rachels far                    | |
| 1995 | Strange Days                               | Dwayne Engelman                | |
| 1995 | Heat                                       | Roger Van Zant                 | |
| 1995 | High Lonesome: A Father For Charlie        | Sheriff                        | TV-film |
| 1995 | Underneath                                 | Tommy Dundee                   | |
| 1996 | Albino Alligator                           | Law                            | |
| 1997 | Kontakt                                    | Kent                           | |
| 1997 | Switchback                                 | Chief Jack McGinnis            | |
| 1998 | Armageddon                                 | Överste William Sharp          | |
| 1999 | Go                                         | Burke                          | |
| 1999 | The Settlement                             | Jerry                          | |
| 2000 | Den perfekta stormen                       | David "Sully" Sullivan         | |
| 2000 | Drowning Mona                              | Phil Dearly                    | |
| 2000 | Passion of Mind                            | Aaron                          | |
| 2000 | Endsville                                  | Prince Victor                  | |
| 2001 | Pearl Harbor                               | Dannys far                     | |
| 2001 | Black Hawk Down                            | Förste sergeant Jeff Sanderson | Nominerad — Phoenix Film Critics Society Award for Best Cast |
| 2001 | Den galna jakten på ringen                 | Detektiv Alex Tardio           | |
| 2002 | Julie Walking Home                         | Henry                          | |
| 2002 | Cubic                                      | Jürgen                         | |
| 2004 | Crash                                      | Flanagan                       | Hollywood Film Festival Ensemble of the Year Screen Actors Guild Award for Outstanding Performance by a Cast in a Motion Picture Nominerad — Gotham Award for Best Ensemble Cast |
| 2005 | Nine Lives                                 | Andrew                         | Nominerad — Gotham Award for Best Ensemble Cast |
| 2005 | Painkiller                                 | Dr. Bill Stifle                | |
| 2005 | The Amateurs                               | Otis                           | |
| 2005 | Benknäckargänget - Krossa dem              | Kapten Knauer                  | |
| 2005 | Mr. & Mrs. Smith                           | Dr. Wexler (röstroll)          | Okrediterad |
| 2006 | Ultraviolet                                | Garth                          | |
| 2007 | Blades of Glory                            | Darren MacElroy                | |
| 2007 | First Snow                                 | Ed                             | |
| 2008 | The Dark Knight                            | Bankchef                       | |
| 2010 | Forehead Tittaes                           | Boss                           | Kort sketch |
| 2010 | En galen natt                              | D.A. Frank Crenshaw            | |
| 2011 | The Big Bang                               | Detektiv Poley                 | |
| 2011 | Drive Angry                                | Revisorn                       | Chainsaw Award for Best Supporting Actor |
| 2012 | Wrong                                      | Master Chang                   | |
| 2012 | Seal Team Six: The Raid on Osama Bin Laden | Mr. Guidry                     | TV-film |
| 2013 | Phantom                                    | Alex Kozlov                    | |
| 2013 | The Lone Ranger                            | Butch Cavendish                | |
| 2013 | Elysium                                    | John Carlyle                   | |
| 2014 | Teenage Mutant Ninja Turtles               | Eric Sacks                     | |
| 2014 | The Homesman                               | Vester Belknap                 | |
| 2016 | The Gettysburg Address                     | John G. Nicolay (röstroll)     | Dokumentär |
| 2016 | Independence Day: Återkomsten              | General Adams                  | |
| 2018 | 12 Strong                                  | Överste John Mulholland        | |

### TV
| År        | Titel              | Roll                 | Noter                                                            |
| --------- | ------------------ | -------------------- | ---------------------------------------------------------------- |
| 1987–1994 | As the World Turns | Josh Snyder          | Okända avsnitt                                                   |
| 1989      | A Man Called Hawk  | Boros                | 2 avsnitt                                                        |
| 1989      | Baywatch           | Howard Ganza         | Episode: Rookie School                                           |
| 1994–1995 | Grace Under Fire   | Ryan                 | 8 avsnitt                                                        |
| 2002      | MDs                | Bruce Kellerman      | 10 avsnitt                                                       |
| 2004      | The West Wing      | Christopher Mulready | Avsnitt: "The Supremes"                                          |
| 2005      | Empire Falls       | Jimmy Minty          | 2 avsnitt                                                        |
| 2005      | American Dad!      | Harland (röstroll)   | Avsnitt: "Homeland Insecurity"                                   |
| 2005–2006 | Invasion           | Sheriff Tom Underlay | 22 avsnitt Nominerad — Saturn Award for Best Actor on Television |
| 2006–2009 | Prison Break       | Alexander Mahone     | 59 avsnitt                                                       |
| 2009–2011 | Entourage          | Phil Yagoda          | 8 avsnitt                                                        |
| 2010      | Night and Day      | Dan Hollister        | Pilotavsnitt                                                     |
| 2013–2014 | Crossing Lines     | Carl Hickman         | 22 avsnitt                                                       |
| 2015      | Empire             | Jamieson Hinthrop    | 2 avsnitt                                                        |

### Datorspel
| År   | Titel                          | Roll               | Noter                        |
| ---- | ------------------------------ | ------------------ | ---------------------------- |
| 2002 | Grand Theft Auto: Vice City    | Ken Rosenberg      | Krediterad som Bill Fichtner |
| 2004 | Grand Theft Auto: San Andreas  | Ken Rosenberg      | Krediterad som Bill Fichtner |
| 2008 | Turok                          | Logan              |                              |
| 2011 | Call of Duty: Modern Warfare 3 | Fanjunkare Sandman |                              |
| 2012 | Infex                          | The Administrator  |                              |
| 2013 | Disney Infinity                | Butch Cavendish    |                              |
| 2014 | Teenage Mutant Ninja Turtles   | Shredder           | 3DS-versionen                |